# بن شويتير
بن شويتير (بالهولندية: Ben Schwietert)‏ (مواليد 16 فبراير 1997) هو سبّاح هولندي، مثّل بلاده في الألعاب الأولمبية الصيفية 2016.

## روابط خارجية
بن شويتير على موقع الاتحاد الدولي للسباحة (الإنجليزية)
- بن شويتير على موقع SwimRankings.net (الإنجليزية)
- بن شويتير على موقع أوليمبيديا (الإنجليزية)